# Biały Dworek (Białoruś)
Biały Dworek (biał. Белы Дворак, Bieły Dworak, ros. Белый Дворак, Biełyj Dworak) – wieś na Białorusi, w obwodzie grodzieńskim, w rejonie brzostowickim, w sielsowiecie Brzostowica Wielka.

## Geografia
Wieś położona jest 52 km na południe od Grodna i 8 km od granicy polsko-białoruskiej. Przylega od wschodu do drogi republikańskiej R99 Brzostowica Mała – Brzostowica Wielka. Na wschód od wsi przepływa ciek wodny.

## Historia
We wrześniu 1921 roku Biały Dworek nie występował jeszcze jako miejscowość. W 1930 roku był już folwarkiem. Znajdował się na terytorium II Rzeczypospolitej, w województwie białostockim, w powiecie grodzieńskim, w gminie Brzostowica Wielka.
W wyniku napaści ZSRR na Polskę we wrześniu 1939 roku miejscowość znalazła się pod okupacją radziecką. 2 listopada została włączona do Białoruskiej SRR. 4 grudnia 1939 roku włączona do nowo utworzonego obwodu białostockiego. Od czerwca 1941 roku pod okupacją niemiecką. 22 lipca 1941 roku włączona w skład okręgu białostockiego III Rzeszy. W 1944 roku ponownie zajęta przez wojska radzieckie i włączona do obwodu grodzieńskiego Białoruskiej SRR. Od 1991 roku miejscowość wchodzi w skład niepodległej Białorusi.